# Zadwórze (Subkarpaten)
Zadwórze is een dorp in de Poolse woiwodschap Subkarpaten. De plaats maakt deel uit van de gemeente Ustrzyki Dolne.